# Jerónimo Bosia
Jerónimo Giocondo Bosia (Buenos Aires, 15 de marzo de 1996) es un actor y modelo argentino. Es reconocido por sus papeles en la serie juvenil Ven, baila, quinceañera (2016–2017), en la telenovela Cien días para enamorarse (2018) y en la serie biográfica Ringo, gloria y muerte (2023). En cine apareció en las películas Yo, adolescente (2020) y La sociedad de la nieve (2023).

## Carrera profesional
Jerónimo Bosia comenzó su carrera como actor a los 17 años cuando se inscribió para participar del séptimo Festival Mundial de Teatro Adolescente Vamos que Venimos, donde actuó en la obra Un tal Gómez (2015), interpretando a un médico y un asesino maníaco, personaje por el cual fue premiado a Mejor Actor. En 2016, Jerónimo se trasladó a Perú, donde integró el elenco principal de la ficción juvenil Ven, baila, quinceañera emitida por América Televisión, en la cual interpretó a Gael Cortázar. En 2017, Bosia regresó a Argentina para trabajar en la obra teatral ¿Qué fachamos? en el teatro La Ratonera dirigido por Ezequiel Castillo en la cual jugó el papel de Aníbal. Ese mismo año, realizó una participación especial en la telenovela Las Estrellas de El trece, donde personificó a Agustín Paquete, un rugbier que es amigo de Federico Alcántara (Nicolás Francella). En 2018, volvió a interpretar este mismo papel en un capítulo de la tira juvenil Simona del mismo canal.
Su siguiente papel fue en la telenovela Cien días para enamorarse emitida por Telefe, donde interpretó a Tomás Garzón, un bully del colegio secundario que al principio tiene una relación amorosa con Emma (Malena Narvay) y molesta a Juan (Maite Lanata), por este papel recibió más visibilidad en la industria. Es así, que Jerónimo fue convocado para conformar el elenco principal de la obra La burbuja (2018) en el teatro Regina, donde estuvo dirigido por Martín Amuy Walsh. En 2019, coprotagonizó la obra Punta del etér en el Microteatro y a su vez realizó una participación especial en la serie web Psicología a domicilio, en la cual compartió escenas con Juan Pablo Mirabelli. Ese mismo año, fue fichado por la directora Laura Dariomerlo para unirse al elenco principal de la película Bella junto a Claudio Rissi y Guillermo Pfening, la cual tuvo su estreno en 2021 en varios festivales de cines.
En 2020, Jerónimo apareció en la cinta Yo, adolescente dirigida por Lucas Santa Ana, donde interpretó a Ramiro, un joven que está en busca de experimentar su sexualidad junto a Zabo (Renato Quattordio). Ese año, Bosia fue contactado por el director peruano Javier Valdés para hacer teatro streaming, protagonizando las obras Cuelga tú junto a Alessandra Fuller y Doppelgänger con Nicolás Valdés.
En 2023, Bosia protagonizó la serie Ringo, gloria y muerte lanzada por la plataforma Star+. Ese mismo año, participó en ATAV 2, interpretando a Justino y luego fue convocado para el protagónico de la tira Buenos chicos, encarnando a Dogo Kavanagh. Luego, apareció en la película dramática española La sociedad de la nieve dirigida por Juan Antonio Bayona, donde interpretó el papel de Francisco «Pancho» Abal.

## Filmografía

### Cine
| Año  | Título                  | Papel                   | Notas         |
| ---- | ----------------------- | ----------------------- | ------------- |
| 2020 | Yo, adolescente         | Ramiro                  |               |
| 2021 | Bella                   | Agresor                 |               |
| 2023 | La sociedad de la nieve | Francisco «Pancho» Abal |               |
| TBA  | Los impresentables      | Leonardo                | Posproducción |

### Televisión
| Año       | Título                               | Papel                 | Notas                    |
| --------- | ------------------------------------ | --------------------- | ------------------------ |
| 2016-2017 | Ven, baila, quinceañera              | Gael Cortázar         |                          |
| 2017      | Las Estrellas                        | Agustín Paquete       |                          |
| 2018      | Simona                               | Agustín Paquete       |                          |
| 2018      | Cien días para enamorarse            | Tomás Garzón          |                          |
| 2022      | Los protectores                      | Ignacio «Nacho»       | Episodio: «Boda argenta» |
| 2023      | Ringo, gloria y muerte               | Ringo Bonavena        |                          |
| 2023      | Argentina, tierra de amor y venganza | Justino Gatica        |                          |
| 2023-2024 | Buenos chicos                        | Diego «Dogo» Kavanagh |                          |
| 2025      | Viudas negras, p*tas y chorras       | Lucas Romero          |                          |

### Web
| Año  | Título                 | Papel    | Notas                               |
| ---- | ---------------------- | -------- | ----------------------------------- |
| 2019 | Psicología a domicilio | Paciente | Episodio: «Jerónimo Giocondo Bosia» |

### Videos musicales
| Año  | Video  | Papel   | Artista   |
| ---- | ------ | ------- | --------- |
| 2020 | «Rosa» | Trapero | Fran Leoz |

## Teatro
| Año  | Título                   | Papel           | Lugar                     |
| ---- | ------------------------ | --------------- | ------------------------- |
| 2015 | Un tal Gómez             | Médico          | Teatro La Comedia         |
| 2017 | ¿Qué fachamos?           | Aníbal          | Teatro La Ratonera        |
| 2018 | Baño polaco              | Mamá            | Teatro Polonia            |
| 2018 | La burbuja               | Fabián          | Teatro Regina             |
| 2019 | Punta del etér           | Joaquín «Joaco» | Microteatro               |
| 2020 | Cuelga tú                | Diego           | Streaming                 |
| 2020 | Doppelgänger             |                 | Streaming                 |
| 2025 | La revista del Cervantes | Varios          | Teatro Nacional Cervantes |

## Premios y nominaciones
| Año  | Premiación                             | Categoría                                 | Trabajo                  | Resultado | Ref(s) |
| ---- | -------------------------------------- | ----------------------------------------- | ------------------------ | --------- | ------ |
| 2015 | Festival Mundial de Teatro Adolescente | Mejor actor                               | Un tal Gómez             | Ganador   | [ 1 ]  |
| 2023 | Premios Produ                          | Mejor actor principal de serie biográfica | Ringo, gloria y muerte   | Nominado  | [ 12 ] |
| 2023 | Premios Cóndor de Plata                | Revelación masculina                      | Ringo, gloria y muerte   | Nominado  | [ 13 ] |
| 2025 | Premios Hugo                           | Revelación masculina                      | La revista del Cervantes | Pendiente | [ 14 ] |